# Biesiadki (Petite-Pologne)
Pour les articles homonymes, voir Biesiadki.
Biesiadki (prononciation : [bjɛˈɕatki]) est une localité polonaise de la gmina de Gnojnik, située dans le powiat de Brzesko en voïvodie de Petite-Pologne.